# 아산성심학교
아산성심학교는 충청남도 아산시 선장면 군덕리에 있는 공립 특수학교이다. 발달장애인 학생을 위한 교육환경을 만들기 위해 유치원, 초등학교, 중학교, 고등학교, 전공과가 통합된 형태의 학교이다.

## 연혁
- 2007년 2월 6일 : 아산성심학교 24학급 설립인가
- 2007년 2월 6일 : 지적장애, 시각장애, 청각장애 특수학교
- 2009년 3월 1일 : 개교 : 21학급 편성(유 1학급, 초 6학급, 중 6학급, 고 6학급, 전공 2학급          총141명
- 2023년 9월 1일 : 제6대 백승례 교장 부임
- 2024년 2월 8일 : 제15회 졸업식 (초13, 중9, 고7, 전공20) 총49명 졸업
- 2024년 3월 1일 : 36학급 편성(초15학급, 중11학급, 고6학급, 전공4학급)
- 2024년 3월 4일 : 제16회 입학식(초12, 중18, 고14, 전공13) 총 57명 입학